# Volkserwachen
Die isländische linkspopulistische Partei Volkserwachen (isländisch Þjóðvaki) spaltete sich 1994 von der Sozialdemokratischen Partei Islands (Alþýðuflokkurinn) ab.
Mit großen Erwartungen zur Parlamentswahl 1995 angetreten, erhielt sie allerdings nur 7,2 % der Stimmen und damit vier Sitze im Althing. Diese Sitze hatten die spätere isländische Ministerpräsidentin Jóhanna Sigurðardóttir sowie Ágúst Einarsson, Ásta Ragnheiður Jóhannesdóttir und Svanfríður Jónasdóttir inne.
1996 bildeten Þjóðvaki und Alþýðuflokkurin eine gemeinsame sozialdemokratische Fraktion (þingflokk jafnaðarmanna) im Althing. 1999 schlossen sich das Volkserwachen und die Sozialdemokratische Partei mit der Volksallianz (Alþýðubandalag) und der Frauenallianz (Samtök um kvennalista) zum damals größten Oppositionsblock zusammen, der Allianz (Samfylkingin).